# Нератовка
Нератовка — село в Заинском районе Татарстана. Входит в состав Поручиковского сельского поселения.

## География
Находится в восточной части Татарстана на расстоянии приблизительно 11 км на юго-запад по прямой от железнодорожной станции города Заинск у речки Нератовка.

## История
Основано во второй половине XVIII века. Упоминалось также как Новоселье, Новая Сарапала, Верхняя Сарапала. В начале XX века имелась деревянная церковь (утрачена).

## Население
Постоянных жителей было: в 1859—214, в 1870—278, в 1913—645, в 1920—943, в 1926—586, в 1938—550, в 1949—402, в 1958—356, в 1970—309, в 1979—129, в 1989 — 50, в 2002 — 48 (русские 67 %, татары 33 %), 44 в 2010.

## Достопримечательности
Дом помещика Нератова.